# شارل فره

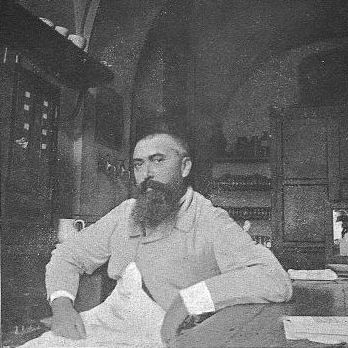
شارل فره

شارل سامسون فره (به فرانسوی: Charles Samson Féré) (زاده ۱۳ ژوئیه ۱۸۵۲ در اوفه، نرماندی – درگذشته ۲۲ آوریل ۱۹۰۷) یک پزشک فرانسوی بود.
او تحصیلات پزشکی خود را در روآن گذراند. بعد از اتمام تحصیل در همان شهر زیر نظر جراح آشیل فلوبر (۱۸۱۳–۱۸۸۲) که یکی از برادران بزرگتر نویسندهٔ فرانسوی گوستاو فلوبر بود در هتل-دیو مشغول خدمت شد. سپس به پاریس نقل مکان کرد و آنجا مدرک کارآموزیاش را در ۱۸۷۷ گرفت. او کار خود را به عنوان دستیار ژان-مارتن شارکو که تأثیر بسزایی روی حرفهٔ فره داشت در ۱۸۸۱ آغاز کرد. او در سال ۱۸۸۷ به مقام پزشک ارشد در بیمارستان بیستر رسید و تا آخر عمر حرفه‌ای خود آنجا باقی ماند.
تحقیقات گسترده فره موضوعاتی مانند پزشکی، روان‌شناسی، جرم‌شناسی، میل جنسی، هیپنوتیزم، داروینیسم، وراثت و… را شامل می‌شدند. در ادامه تعدادی از آثار بنیادی مکتوب وی را آوردیم:
- Le Magnétisme animal (with Alfred Binet), 1887 - Animal magnetism.
- Dégénérescence et criminalité, 1888 - Degeneration and criminality.
- La Pathologie des émotions, 1892 - The pathology of emotions.
- La Famille névropathique, 1894 - The neuropathic family.
- L'instinct sexuel: évolution et dissolution, 1899 - The sexual instinct, evolution and dissolution.[۱]

فره برای معرفی اصطلاح «هولوسیناسیون آلترویست» برای تعریف توهمی که فردی را منسجم کند که حس، آرزو یا عواطفی به او حمل یا نسبت داده شود، دارای اعتبار است.